# Cap Malée

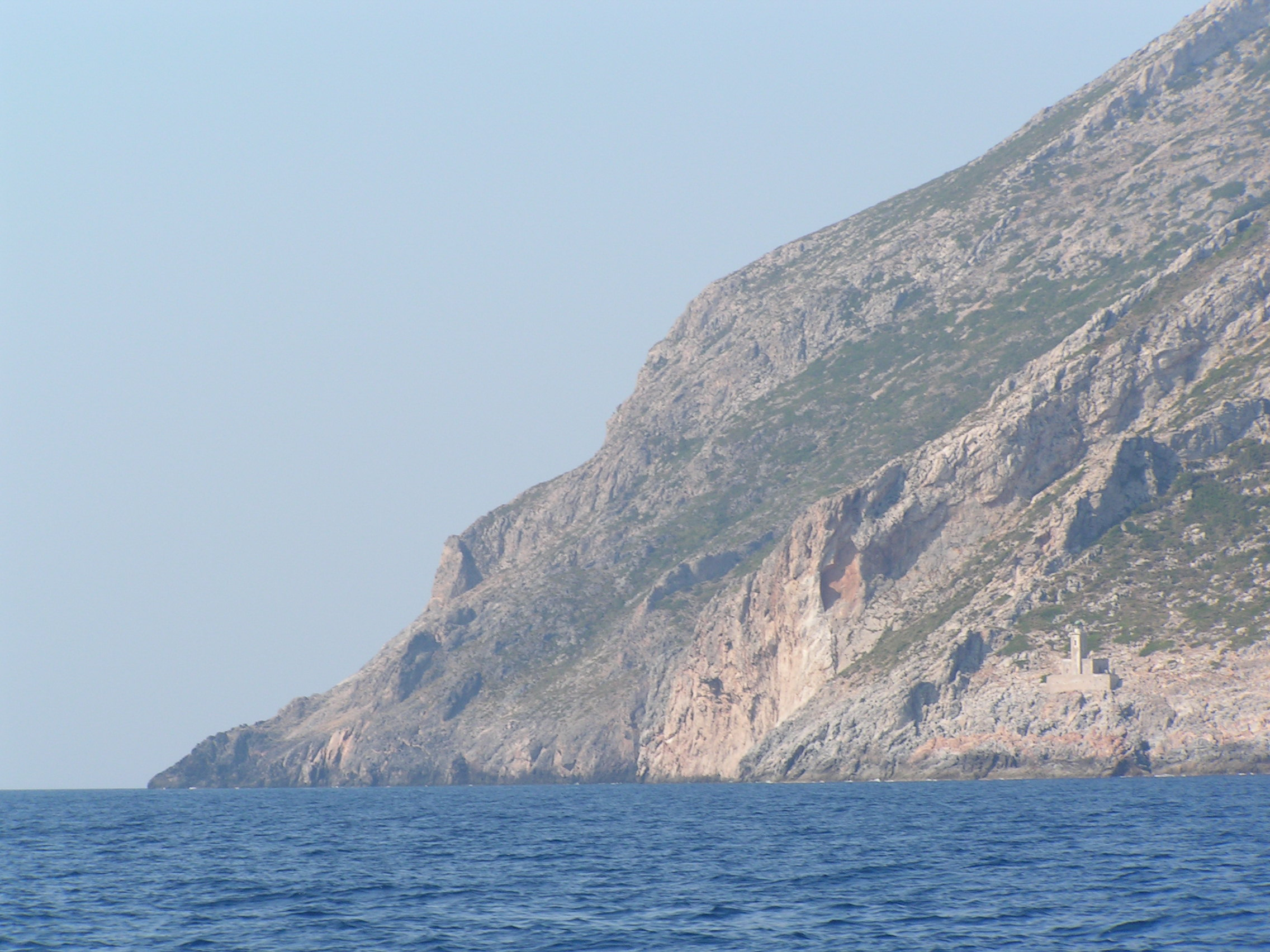
Le cap Malée

Le cap Malée (en grec moderne : Ακρωτήριο Μαλέας / Akrotírio Maléas, ou Κάβο Μαλιάς / Kávo Maliás) est le cap qui termine la péninsule d'Epidaure Limira, l'une des péninsules de l'extrémité méridionale du Péloponnèse, en Grèce. 
Il constitue le second point le plus au sud de la Grèce continentale, après le Ténare, à l'extrémité de la péninsule du Magne. Il est situé sur le territoire du district régional de Laconie.
Dans les temps anciens, le cap Malée était sur une route maritime très fréquentée qui a perdu de son importance depuis l'ouverture du canal de Corinthe qui permet de traverser le Péloponnèse au lieu de le contourner.
Dans la mythologie grecque, c'est aux abords du cap Malée qu'Ulysse, sur le chemin du retour dans sa patrie d'Ithaque a été pris dans une tempête et a dérivé vers le pays des Lotophages.
Au cours de la Seconde Guerre mondiale l'occupant allemand a commencé à bâtir des installations militaires pour surveiller la navigation autour du cap et mieux le défendre. La construction a été interrompue en 1944 par la fin de l'occupation. Ces ruines abritent parfois un troupeau de chèvres (2006).